# Niphadonyx martensi
Niphadonyx martensi – gatunek chrząszcza z rodziny ryjkowcowatych i podrodziny Molytinae.
Gatunek ten opisany został w 1987 roku przez Władimira W. Żerichina.
Chrząszcz o ciele długości od 8,2 do 8,7 mm (bez ryjka), ubarwionym ciemnosmoliściebrązowo do częściowo czarniawego. Dwukrotnie dłuższy niż szerszy i nieco krótszy od przedplecza ryjek jest delikatnie i lekko zakrzywiony.  Funiculus czułków tak długi jak trzonek i o dwóch początkowych członach tej samej długości. Głowa lekko wklęśnięta między oczami, gęsto punktowana, z tyłu punkty stykające się ze sobą. Tak szerokie jak długie, najszersze przed środkiem przedplecze jest wierzchołkowo silniej zwężone niż u N. ferus; jego powierzchnia poza gładką linią środkową jest silnie punktowana. Pokrywy podłużnojajowate. Na międzyrzędach duże, zaokrąglone guzki i silne granulowanie między nimi. Boczne płaty śródpiersia niepunktowane. Metepisternum z rzędem dużych punktów. Powierzchnia zapiersia pokryta grubymi, uszczecinionymi punktami. Na spodzie ud obecne małe ząbki, niekiedy wyraźne tylko na tylnej parze. Samiec odznacza się płasko zakrzywionym edeagusem o prawie równoległych bokach i ścięcie zaokrąglonym szczycie.
Owad znany wyłącznie z Nepalu, z dystryktów Myagdi i Gorkha, z wysokości od 3000 do 4500 m n.p.m..